# Prolaz Mona
Prolaz Mona je pomorski tjesnac koji se nalazi između otoka Hispaniole i Portorika, a spaja Atlantski ocean i Karipsko more.
Ovaj morski put između dva otoka je jedan od najtežih prolaza u Karibima. Pun je promjenljivih morskih struja koje stvaraju otoci pod utjecajem plime i oseke a opasni su i pješčani sprudovi koji se prostiru po nekoliko kilometara od obale.
U prolazu Mona se nalaze tri otoka:
- Mona
- Monito
- Desecheo